# Matti Helminen

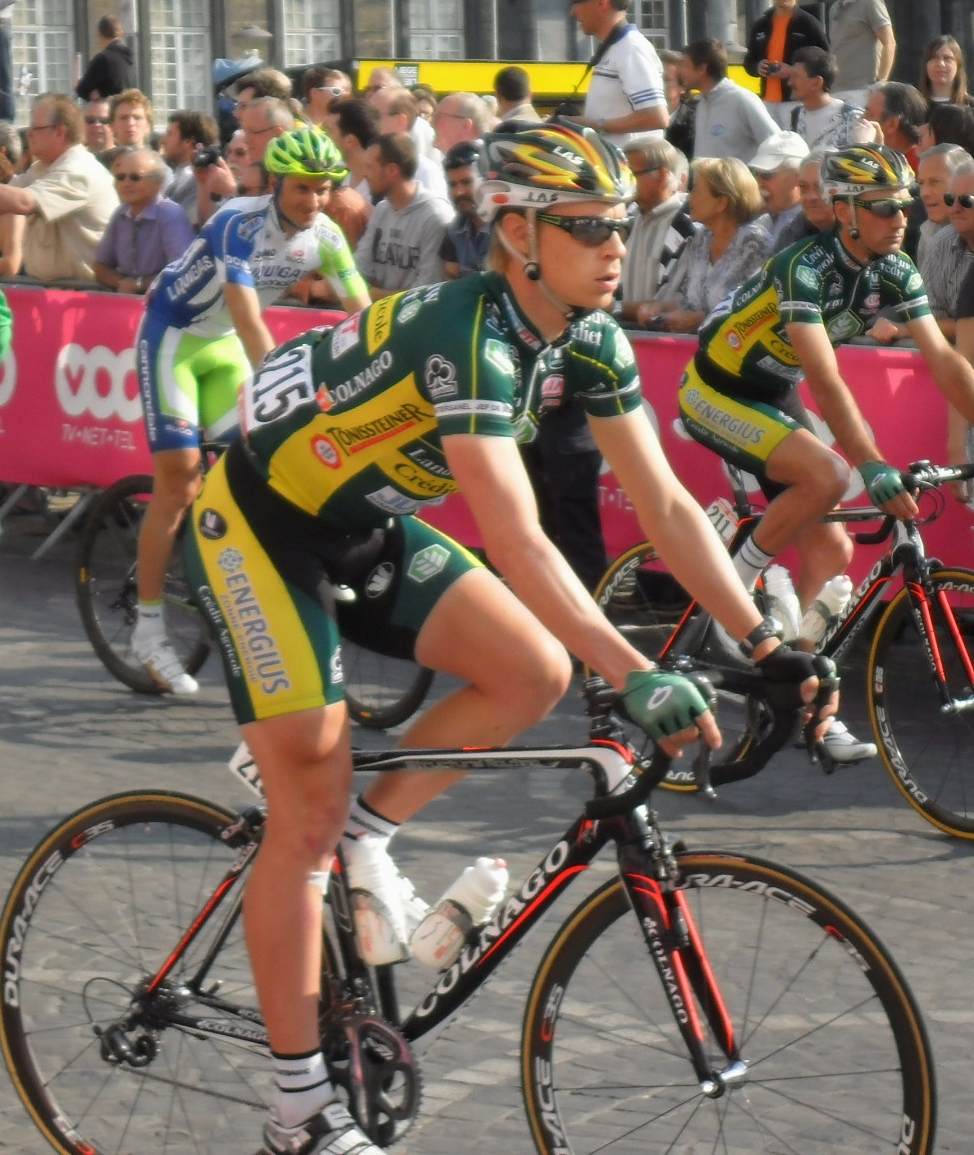
Matti Helminen bei Lüttich–Bastogne–Lüttich 2011

Matti Helminen (* 14. August 1975) ist ein ehemaliger finnischer Radrennfahrer.

## Sportlicher Werdegang
Matti Helminen gewann 2000 eine Etappe bei der Ronde van Vlaams-Brabant. Drei Jahre später wurde er finnischer Meister im Zeitfahren. Im Jahr 2004 gewann er die Gesamtwertung und eine Etappe der Tour du Brabant Wallon. 2005 wurde Helminen Profi beim belgischen Profel Cycling Team. Für dieses Team erzielte er im Jahr 2006 mit dem Gewinn des Chrono Champenois einen weiteren bedeutenden Zeitfahrerfolg. Er konnte außerdem  in den Jahren 2006, 2007, 2008, 2010 und 2012 seinen Sieg bei den finnischen Zeitfahrmeisterschaften wiederholen.

### Doping
Der in Belgien lebende Helminen wurde bei der Luxemburg-Rundfahrt 2012 auf das Dopingmittel Probenecid positiv getestet und hierauf von seinem Radsportteam Landbouwkrediet-Euphony entlassen. Der belgische Radsportverband KBWB sperrte ihn für zwei Jahre. Hiergegen legte er beim Court of Arbitration for Sport Einspruch ein.

## Erfolge
2003
- Finnischer Meister – Einzelzeitfahren

2006
- Finnischer Meister – Einzelzeitfahren
- Chrono Champenois – Trophée Européen

2007
- Finnischer Meister – Einzelzeitfahren

2008
- Finnischer Meister – Einzelzeitfahren

2010
- Finnischer Meister – Einzelzeitfahren

2012
- Finnischer Meister – Einzelzeitfahren

## Teams
- 2005 Profel
- 2006 Profel Ziegler
- 2007 DFL-Cyclingnews-Litespeed
- 2008–2009 Palmans-Cras (bis 30. Juni)
- 2009 Cycling Club Bourgas (ab 1. Juli)
- 2010 PWC-Alliplast
- 2011 Landbouwkrediet
- 2012 Landbouwkrediet-Euphony (bis 31. August)

- 2015 Zannata Cycling Team